# توني سميث (سياسي أسترالي)
توني سميث (بالإنجليزية: Tony Smith)‏ هو سياسي أسترالي، ولد في 15 يوليو 1950. حزبياً، نشط في الحزب الليبرالي الأسترالي. وقد انتخب عضو مجلس النواب الأسترالي عن دائرة Division of Dickson ‏ (2 مارس 1996 – 3 أكتوبر 1998).